# Юмашевська сільська рада (Баймацький район)
Юма́шевська сільська рада (рос. Юмашевский сельский совет) — муніципальне утворення у складі Баймацького району Башкортостану, Росія. Адміністративний центр — село Юмашево.

## Населення
Населення — 1369 осіб (2019, 1480 в 2010, 1688 в 2002).

## Склад
До складу поселення входять такі населені пункти:
| Населений пункт    | Населення, осіб (2002) | Населення, осіб (2010) |
| ------------------ | ---------------------- | ---------------------- |
| Ісламово, присілок | 8                      | 4                      |
| Юлук, присілок     | 544                    | 470                    |
| Юмашево, село      | 1136                   | 1006                   |